# Историја ручног ватреног оружја
Историја ручног ватреног оружја (енгл. History of the firearm), обухвата откриће и развој ручног ватреног оружја од средњег века до данас.

## Рано ручно ватрено оружје у Европи

### Прва појава
Из XIII века има доста вести у којима се помињу бацачки уређаји под именима која су касније носиле ватрене справе, али се не може поуздано утврдити да су то стварно и биле. Претпоставља се да су то биле неуробалистичке направе којима су каснији аутори и преписивачи дали савременија имена. Поузданије су вести из двадесетих година XIV века које говоре о постојању ватреног оружја. Прва таква вест долази из Фиренце године 1326. Употреба ватреног оружја је поуздано посведочена тек 1331. у Фурланији, при нападу два феудалца на чивидалску кулу. Већина историчара се у томе слаже. После тога се јавља све чешће, у прво време највише у Италији. У Француској се употребљава први пут 1339, у Енглеској се први пут помиње 1338, а примењује се 1340. у поморској бици код Слојса. Годину дана раније јавља се у Фландрији, у Немачкој 1346, у Чешкој 1384, у Пољској и Литванији 1390, а у то време има га и руски кнез Свјатослав Смоленски.

### Карактеристике
Са развојем артиљерије, упоредо се развија и ручно ватрено оружје. У једном свом спису, довршеном 1366, Франческо Петрарка говори о бронзаном жиру који неки инструменти избацују с грмљавином и ватром. У Перуђи се 1364. помиње неко сасвим мало оруђе дужине цеви свега 220 mm. Teжило се  с једне стране да се постигне што већи рушилачки ефекат (израдом што већих топова), а с друге да се створи индивидуално оружје против живих циљева које ће заменити лук и самострел. Поред назива који је одавао облик (pot de fer, tuyau,canone, Busse, Büchse = посуда), јављају се и они који одају ефекат (sclopus, sclopetum, schioppo, tronum, tonnoire, што отпирилике значи пуцаљка). Тако је већ у 14. веку почела еволуција ватреног оружја у два правца: према артиљерији (топовима) и ручном оружју (пушкама). Већ у XVI веку у наоружању коњице се појављују и пиштољи.

### Пројектили и домет
У Италији се у прво време употребљавају метална зрна (пројектили), ређе самострелске коцке или клинови (quadrelle) и копља. Касније се прелази и на камене кугле. У јужној Француској преовладавале су оловне кугле, а у северној коцке (garrots, carreaux) које су понекад биле тешке и до 100 кг. Камене пројектиле најчешће употребљавају велика оруђа. Против живих циљева употребљавао се и шљунак као претеча картеча. Употребљавани су и запаљиви пројектили. Домет ватреног оружја је у почетку врло ограничен. Средином XV је био мањи од ранијих бацачких справа. Тачност погађања је била врло слаба. Године 1346, демонстрирајући своје оруђе пред градским властима Турнеа, конструктор је промашио градске зидине и убио једног човека у граду.

### Усавршавање
Са техничким усавршавањем умножио се и број оруђа. У једном контингенту Аугзбурга је 1408. било 80 пушака, Нирнберг је 1427. против Хусита имао 260 пушака.  Број великих топова ограничавале су материјалне (финансијске), а малих техничке могућности. Кроз цео XV век лук и самострел су били надмоћнији од пушака. Тек пред крај XV века је пушка (аркебуза) премашила домет и пробојну снагу самострела. Цар Максимилијан је тек 1507. избацио самострел из наоружања своје војске. Ипак, 1559. године један француски аутор предлаже поново увођење самострела као погоднијег оружја за коњицу.

### Употреба
Ватрено оружје је први пут употребљено против утврђеног објекта (1331). У прво време, кроз читав један век, оно ће се готово једино и користити у опсади тврђава, у нападу и одбрани. За операције ван тврђава било је сасвим неподесно, првенствено због слабе покретљивости и спорог пуњења. У бици код Кресија (1346) очевици су стекли утисак да су енглески топови имали задатак да заплаше коње и ђеновљанске самострелце. Век и по касније, почетком XVI века, Макијавели је још увек веровао да топови највише дејствују на морал. Заиста, ни после пуна два века развоја, ватрено оружје није још постало пресудан чинилац на бојишту. Почетком XVI века, само десети део пешадије је био наоружан пушкама. Ипак, споро, али стално, пушка се све више усавршава; постаје лакша, брзина гађања, домет и пробојност зрна се повећавају, а упоредо расте и број стрелаца на штету копљаника и хелебардиста. У Тридесетогодишњем рату (1618-1648) већ је половина пешака наоружана пушкама, код Швеђана чак две трећине. У пешадији копља нестају тек крајем XVII века. Лук и самострел нестају много брже, али се и касније повремено појављују на европским бојиштима. Артиљерија се технички усавршавала нешто брже од ручног ватреног оружја и много брже истисла бацачке справе. Она је дуго била занат са еснафима, мајсторима, помоћницима и ученицима.
Ватрено оружје није од‌једном изменило ратну вештину. Није било ни пресудан чинилац при учвршћењу краљевске власти и рушењу феудализма. Препород пешадије, чији су главни носиоци били Швајцарци, десио се без утицаја ватреног оружја. Њихове победе против Карла Смелог извојеване су не само против најбоље феудалне коњице, већ и против најјаче артиљерије оног времена. Тек од XVI века осећа се на бојишту и ватрена моћ артиљерије и пешадије, која расте из битке у битку дајући нов правац развоју ратне вештине. Ватрена моћ је израз великих финансијских могућности које су доступне само већим државним организацијама с јаком влашћу.
Од своје појаве, ватрено оружје је имало и свој морални проблем. Многи су га сматрали пакленим средством. Тако су га називали Петрарка, Ариосто и Лутер. Кроз цео XIV, XV и XVI век чују се гласови против овог новог изума. Једни су жалили ,,старо добро време" када је одлучивала човекова храброст и вештина, друге је револтирала помисао да,,племенити витезови", вешти и наоружани до зуба, могу бити оборени од обичних пешака пре но што замахну мачем, а многи су зазирали од његове,,тајанствене" (заправо хемијске) моћи коју нису схватили. Томе су много допринели и пиротехничари који су љубоморно чували тајну заната. Било је и случајева да су заробљеници свирепо кажњавани ако су у току борбе ефикасно употребљавали ватрено оружје. Али ни протест писаца, ни репресалије победилаца нису могли зауставити његов развој.
О ручном ватреном оружју се у 15. веку готово и не пише.